# ال‌جی وی۶۰ تین‌کیو
ال‌جی وی۶۰ تین‌کیو (انگلیسی: LG V60 ThinQ) که با نام ال‌جی وی۶۰ نیز شناخته می‌شود یک فبلت مبتنی بر اندروید است که توسط ال‌جی الکترونیک تولید و عرضه می‌شود.این گوشی از گوشی‌های ال‌جی سری وی است.این گوشی در فوریه ۲۰۲۰ به عنوان جانشین ال‌جی وی۵۰ تین‌کیو معرفی شد.